# Campeonato Mundial de Patinaje de Velocidad sobre Hielo de 2009
El CIII Campeonato Mundial de Patinaje de Velocidad sobre Hielo se celebró en Hamar (Noruega) del 7 al 8 de febrero de 2009 bajo la organización de la Unión Internacional de Patinaje sobre Hielo (ISU) y la Federación  de Patinaje sobre Hielo de Noruega.
Las competiciones se realizaron en el Pabellón Olímpico de la ciudad noruega. 

## Resultados

### Masculino
| Evento                        | Oro                                       | Plata                                 | Bronce                                  |
| ----------------------------- | ----------------------------------------- | ------------------------------------- | --------------------------------------- |
| 500 m (07.02)                 | Denny Morrison · Canadá · 35,55 s         | Håvard Bøkko · Noruega · 35,99 s      | Konrad Niedźwiedzki · Polonia · 36,04 s |
| 1500 m (08.02)                | Håvard Bøkko · Noruega · 1:44,83          | Sven Kramer · Países Bajos · 1:45,01  | Trevor Marsicano Estados Unidos 1:45,37 |
| 5000 m (07.02)                | Sven Kramer · Países Bajos · 6:09,74      | Håvard Bøkko · Noruega · 6:15,94      | Enrico Fabris · Italia · 6:20,31        |
| 10 000 m (08.02)              | Sven Kramer · Países Bajos · 13:05,21     | Håvard Bøkko · Noruega · 13:11,01     | Enrico Fabris · Italia · 13:20,65       |
| Clasificación general (08.02) | Sven Kramer · Países Bajos · 147,567 pts. | Håvard Bøkko · Noruega · 148,077 pts. | Enrico Fabris · Italia · 149,469 pts.   |

### Femenino
| Evento                        | Oro                                                | Plata                                      | Bronce                                        |
| ----------------------------- | -------------------------------------------------- | ------------------------------------------ | --------------------------------------------- |
| 500 m (07.02)                 | Christine Nesbitt · Canadá · 38,87 s               | Ala Shabanova · Rusia · 39,53 s            | Ireen Wüst · Países Bajos · 39,61 s           |
| 1500 m (08.02)                | Kristina Groves · Canadá · 1:56,17                 | Christine Nesbitt · Canadá · 1:56,49       | Ireen Wüst · Países Bajos · 1:56,78           |
| 3000 m (07.02)                | Martina Sáblíková · República Checa · 4:01,90      | Renate Groenewold · Países Bajos · 4:05,61 | Paulien van Deutekom · Países Bajos · 4:05,88 |
| 5000 m (08.02)                | Martina Sáblíková · República Checa · 6:55,54      | Masako Hozumi Japón 7:03,56                | Stephanie Beckert · Alemania · 7:05,13        |
| Clasificación general (08.02) | Martina Sáblíková · República Checa · 161,616 pts. | Kristina Groves · Canadá · 162,264 pts.    | Ireen Wüst · Países Bajos · 163,639 pts.      |

## Medallero
- Solo se otorgan medallas en la clasificación general.

| Núm. | País            | Oro | Plata | Bronce | Total |
| ---- | --------------- | --- | ----- | ------ | ----- |
| 1    | Países Bajos    | 1   | 0     | 1      | 2     |
| 2    | República Checa | 1   | 0     | 0      | 1     |
| 3    | Canadá          | 0   | 1     | 0      | 1     |
| 3    | Noruega         | 0   | 1     | 0      | 1     |
| 5    | Italia          | 0   | 0     | 1      | 1     |
|      | TOTAL           | 2   | 2     | 2      | 6     |